# Mistrzostwa Świata w Narciarstwie Alpejskim 2005
38. Mistrzostwa Świata w Narciarstwie Alpejskim odbywały się od 28 stycznia do 13 lutego 2005 r. w Bormio i Santa Caterina w północnych Włoszech. W Bormio mistrzostwa odbyły się już po raz drugi (poprzednio zawodnicy rywalizowali dwadzieścia lat wcześniej, w 1985 roku).
Międzynarodowa Federacja Narciarska (FIS) wybrała organizatora tych mistrzostw w czerwcu 2000 roku, na kongresie w Melbourne. Były to ostatnie mistrzostwa, podczas których kombinację rozegrano w formacie tradycyjnym (jeden przejazd biegu zjazdowego oraz dwa przejazdy slalomu). Począwszy od Mistrzostw Świata w Narciarstwie Alpejskim 2007 rozgrywana jest superkombinacja. Mistrzostwa w Bormio były również pierwszymi, na których rozegrano konkurencję drużynową.

## Wyniki

### Mężczyźni
| Konkurencja             | Data        | Złoto          | Czas    | Srebro             | Czas    | Brąz               | Czas    |
| Supergigant szczegóły   | 29 stycznia | Bode Miller    | 1:27,55 | Michael Walchhofer | 1:27,69 | Benjamin Raich     | 1:28,23 |
| Kombinacja szczegóły    | 3 lutego    | Benjamin Raich | 3:19,10 | Aksel Lund Svindal | 3:20,01 | Giorgio Rocca      | 3:20,08 |
| Zjazd szczegóły         | 5 lutego    | Bode Miller    | 1:56,22 | Daron Rahlves      | 1:56,66 | Michael Walchhofer | 1:57,09 |
| Slalom gigant szczegóły | 10 lutego   | Hermann Maier  | 2:50,41 | Benjamin Raich     | 2:50,66 | Daron Rahlves      | 2:51,09 |
| Slalom szczegóły        | 12 lutego   | Benjamin Raich | 1:41,34 | Rainer Schönfelder | 1:41,58 | Giorgio Rocca      | 1:42,08 |

### Kobiety
| Konkurencja             | Data        | Złoto           | Czas    | Srebro           | Czas    | Brąz            | Czas    |
| Supergigant szczegóły   | 30 stycznia | Anja Pärson     | 1:17,64 | Lucia Recchia    | 1:18,09 | Julia Mancuso   | 1:18,40 |
| Kombinacja szczegóły    | 4 lutego    | Janica Kostelić | 2:53,70 | Anja Pärson      | 2:55,15 | Marlies Schild  | 2:56,40 |
| Zjazd szczegóły         | 6 lutego    | Janica Kostelić | 1:39,90 | Elena Fanchini   | 1:40,16 | Renate Götschl  | 1:40,29 |
| Slalom gigant szczegóły | 8 lutego    | Anja Pärson     | 2:13,63 | Tanja Poutiainen | 2:13,82 | Julia Mancuso   | 2:14,27 |
| Slalom szczegóły        | 11 lutego   | Janica Kostelić | 1:47,98 | Tanja Poutiainen | 1:48,16 | Šárka Záhrobská | 1:48,65 |

### Drużynowo
| Konkurencja                     | Data      | Złoto                                                                                                   | Srebro | Brąz |
| Rywalizacja drużynowa szczegóły | 13 lutego | Niemcy · Hilde Gerg · Florian Eckert · Martina Ertl · Andreas Ertl · Felix Neureuther · Monika Bergmann | Austria · Renate Götschl · Benjamin Raich · Kathrin Zettel · Michael Walchhofer · Nicole Hosp · Rainer Schönfelder | Francja · Carole Montillet · Ingrid Jacquemod · Jean-Pierre Vidal · Laure Pequegnot · Pierrick Bourgeat · Christel Pascal |

## Tabela medalowa
| Lp. | Państwo           | złoto | srebro | brąz | razem |
| --- | ----------------- | ----- | ------ | ---- | ----- |
| 1   | Austria           | 3     | 4      | 4    | 11    |
| 2   | Chorwacja         | 3     | -      | -    | 3     |
| 3   | Stany Zjednoczone | 2     | 1      | 3    | 6     |
| 4   | Szwecja           | 2     | 1      | -    | 3     |
| 5   | Niemcy            | 1     | -      | -    | 1     |
| 6   | Włochy            | -     | 2      | 2    | 4     |
| 7   | Finlandia         | -     | 2      | -    | 2     |
| 8   | Norwegia          | -     | 1      | -    | 1     |
| 9   | Czechy            | -     | -      | 1    | 1     |
|     | Francja           | -     | -      | 1    | 1     |